# L'Épée de bois
Ne doit pas être confondu avec Théâtre de l'Épée de Bois.
L'Épée de bois est un cinéma indépendant classé Art et Essai situé au 100, rue Mouffetard dans le 5e arrondissement de Paris.

## Description

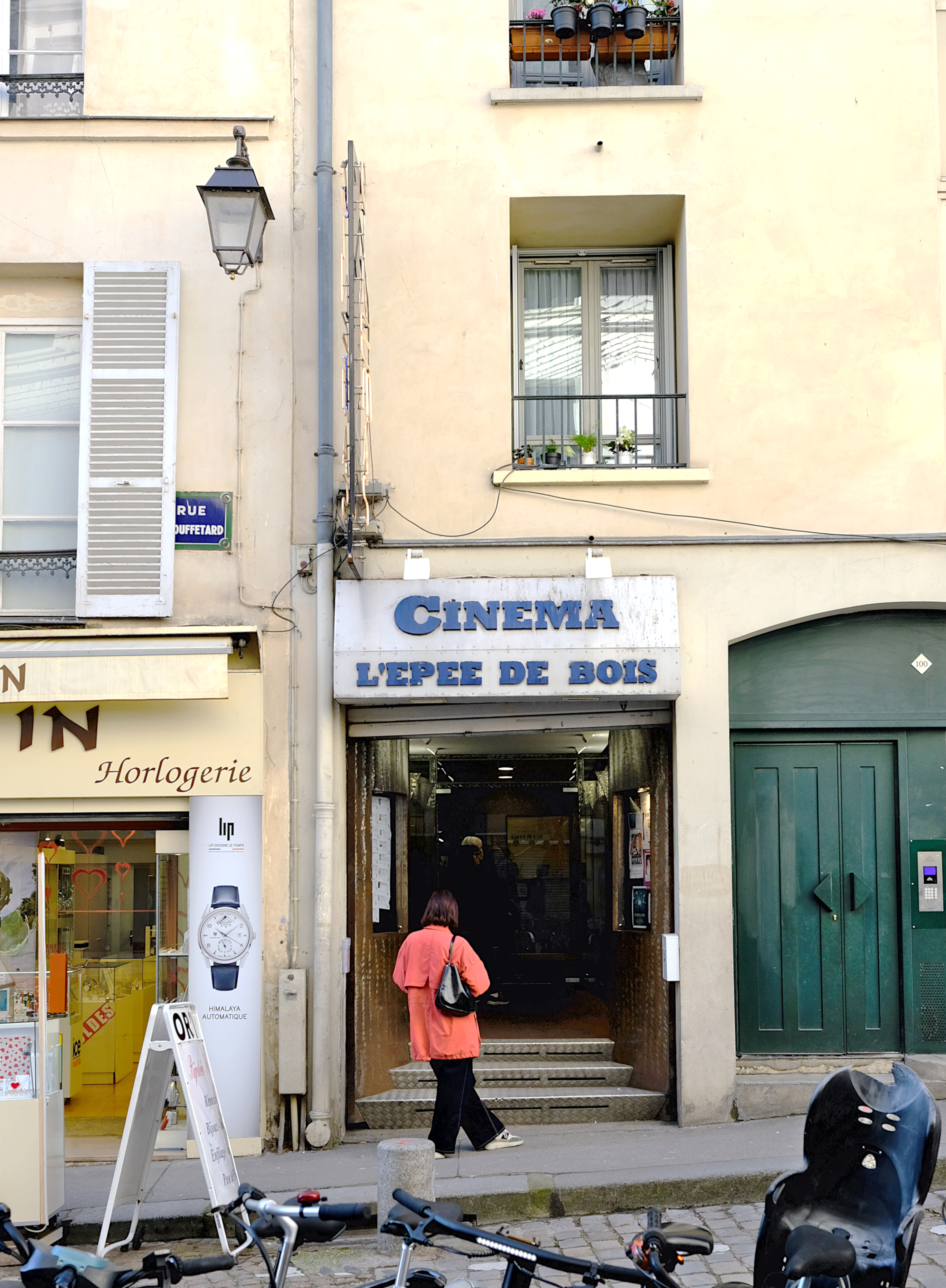
Le cinéma en 2025.

Derrière sa façade en acier, L'Épée de bois possède deux salles de 76 et 64 places équipées en son Dolby. La programmation d'une petite dizaine de films en permanence est dédiée entièrement à des films français et européens en version originale, classés en catégorie « recherche » et « d'art et d'essai », qui ne sont plus en exclusivité en salles mais qui ont rencontré un succès public dans les semaines qui ont précédé (« cinéma en continuation »). Il perpétue le principe du cinéma de quartier.

## Histoire
Le cinéma se trouve à l'emplacement d'un ancien théâtre d'avant-garde, le théâtre de l'Épée de Bois, détruit en 1971 par des promoteurs immobiliers pour y bâtir un immeuble de sept étages ; en 1978, Madeleine Hartman en achète le rez-de-chaussée et le sous-sol pour y installer deux salles de cinéma,.
Après Madeleine Hartman, le cinéma a été revendu à plusieurs reprises ; il a notamment été géré pendant plusieurs années par Gérard et Anne Vaugeois, qui dirigeaient également Les 3 Luxembourg.
Il est par la suite acheté par le circuit indépendant Cinémovida, basé à Perpignan, qui exploite une dizaine d'établissements dans toute la France, avant d'être vendu en 2017, après dix ans d'exploitation, à Dragan Klisaric et Martine Metert de l'Hémisphère Theater de Coulommiers.

## Accès
L'Épée de bois est situé près de l'intersection de la rue Mouffetard avec la  rue de l'Épée-de-Bois et la rue Jean-Calvin. Il est desservi par la ligne 7 du métro de Paris à la station Censier-Daubenton.